# Геннадий (Никулеску)
Епи́скоп Генна́дий (рум. Episcopul Ghenadie, в миру Гео́рге Никуле́ску, рум. Gheorghe Niculescu; 28 ноября 1874 — 29 августа 1942) — епископ Румынской православной церкви, епископ Бузэуский.

## Биография
Родился 28 ноября 1874 года в селе Гэгени коммуны Пэулешть жудеца Прахова. Окончив начальную школу в Плоешти, он поступил в духовную семинарию им. «Вениамина Костаки» в Яссах, которую окончил в 1898 году. Затем поступил на богословский факультет в Бухаресте, который окончил в 1902 году со степенью лиценциата за сочинение «Святой Епифаний — епископ Саламинский».
6 сентября 1898 года женился. 21 марта 1899 года был рукоположён в сан диакона и назначен клириком Скита Нэмэшти в округе Мушели, работая в том же году в течение короткого времени и учителем в школе Тунари в Бухаресте (Şcoala Tunari din Bucureşti).
7 сентября 1902 года епископом Нижнедунайским Пименом (Джорджеску) был рукоположён в сан священника для прихода Кокаргя (ныне Пьетрени) в жудеце Констанца, где он пробыл меньше месяца, потому что 1 сентября он был назначен профессором религии в Гимназии Констанцы (Gimnaziul din Constanţa), а 1 октября стал протопопом (благочинным) жудеца Констанца и служащим священником (preot slujitor) в соборе Святых Апостолов Петра и Павла в Констанце, эти должности он занимал до 1 октября 1904 года, когда его перевели в Тулчу. За два года работы в Констанце он собрал важные данные о состоянии жудеца Констанца, которые он опубликовал в 1905 году в отчёте.
1 октября 1904 года он стал протопопом жудеца Тулча вместо священника Йоана Григореску, который был назначен протопопом жудеца Констанца в тот же день, и эти должности они оба занимали до 1 июля 1910 года.
В уезде Тулча служил в церквях Налбанта, Язуриле и «Святых императоров Константина и Елены» в Тулче, где он также занимал должность учителя средней школы. После двух лет служения в Тулче, в 1906 году он также напечатал монографию «Протопопия жудеца Тулча — Отчёт о церковных делах» (Protopopia judeţului Tulcea — Dare de seamă despre afacerile bisericeşti), в предисловии к которой он сказал: «В прошлом году я составил и напечатал такое произведение Констанца уезда, где протоиереем два года (1902—1904). Обе эти работы дополняют друг друга и кратко освещают историю и состояние Церкви в Добрудже с древних времён до наших дней».
1 июля 1910 года он ушёл с должности протоиерея жудеца Тулча и был назначен директором Духовной семинарии при монастыре Бистрица. 1 февраля 1911 года был переведён в епископальный собор в Рымнику-Вылча. 15 октября того же года он был назначен протопопом жудеца Вылча, с этой должности он ушёл в отставку 1 февраля 1913 года, чтобы стать профессором и директором Богословской семинарии в Рымнику-Вылча, которую он возглавил с 1913 по 1921 год.
С 1 января 1916 года по 1 мая 1923 года был членом Высшей церковной консистории, где он проявлял постоянную заботу об улучшении церковной жизни. В этом смысле он разработал и отредактировал в Рымнику-Вылче проект устава нашей Румынской православной церкви, в котором выразил своё желание, «чтобы в Великой Румынии всё румынское дыхание образовало единую церковь», организованную на евангельской и канонической основе, «чтобы не было никаких оснований для разделения». После ухода епископа Нифона с престола Нижнедунайской епископии священник Георге Никулеску вернулся в Галац и 15 ноября 1922 года был назначен профессором и директором Духовной семинарии святого Андрея.
29 марта 1923 года, будучи вдовым священником, был избран епископом Бузэуской епархии. Монастыре Козиа он был пострижен в монашество. 10 мая 1923 года состоялись церемония инвеституры. 24 мая 1923 года в кафедральном соборе Ясской митрополии состоялась его архиерейская хиротония.
Его первым шагом в качестве епископа было знакомство со своими священниками. Затем, чтобы иметь более образованное духовенство, он и способствовал тому, чтобы большинство священников посещали богословский факультет. Результат был очень хорошим, Результат был настолько хорош, насколько это возможно, конкретизирован в том, что если в 1923 году было только 90 священников, имевших степень лиценциата, то через 10 лет их число составляло 226, а двое имели степень доктора теологии. После реорганизации священнических кружков он поддержал создание церковных хоров, организовав конкурсы, победители которых награждались солидными призами. В Епархиальном центре он заложил основы епархиальной библиотеки, прежде разрушенной во время Первой мировой войны, и инициировал организацию епархиального музея, свечной фабрики, а в женских монастырях открыл ковроткацкие мастерские. Его усилиями был восстановлен первоначальный облик экстерьера кафедрального собора, изменённый в 1834 году.
Скончался 29 августа 1942 года в Бузеу. Был похоронен 1 сентября того же года рядом с кафедральном собором в Бузэу.